# Karmayoga
Karmayoga (handlingens yoga), även är en av yogans vägar tillsammans med jnanayoga (kunskapens  yoga), bhaktiyoga (hängivenhetens yoga) och rajayoga (kontrollens yoga).

## Bakgrund
Karmayoga är en form av yoga som först omnämndes i diktverket Bhagavadgita.

## Särdrag
Karmayoga baseras på läran om karma och i utövandet är individens handlingar det centrala. Genom utövande av osjälviska handlingar kan individen nå andlig utveckling.
I tidig vedatid bestod handlingen främst av offer, men den kopplades mer och mer till ett rätt moraliskt handlande, det vill säga att människan följer sin dharma. Avgörande är att handlingen sker osjälviskt. Vägen leder sällan ända fram men ger förhoppningsvis god karma - ett mål de flesta är nöjda med.[källa behövs]